# Pyrinia venusta
Pyrinia venusta es una especie de polilla de la familia Geometridae. La especie fue descrita por primera vez por William Warren habiendo sido descrita en 1906, con distribución en Guayana Francesa. El sintipo de la especie fue descrita en el sector Saint-Jean-du-Maroni, a poca distancia del Río Maroni.

## Descripción
Es una polilla mediana con una envergadura de 26 milímetros (1 plg). Las alas anteriores son de color crema con reflejos oliva, con algunos átomos violáceos. La costa del ala presenta estrías cortas violáceas.: Notas 1  Cuenta con una línea interna marcada por una raya costal violácea y una línea externa violácea, oblicua hacia afuera, bordeada por escamas brillantes. El fleco del ala es verde oliva, con las puntas moradas.
Las alas posteriores cuentan con una línea central doble de color púrpura, rellena de escamas brillantes y bordeada externamente de verdoso. La mitad marginal está teñida de rosado y oliva,: Notas 1  con una mancha submarginal antes del ápice en la costa. Su fleco es violáceo.
Vestíbulo de color amarillo brillante, con estrías gruesas de color marrón rojizo; las líneas son de color marrón rojizo; las áreas marginales están rellenas de marrón rojizo, y en el ala anterior están teñidas de negro.
La cabeza, los palpos y las antenas son de color púrpura. El tórax y abdomen son de color crema. Los cuatro últimos segmentos del dorso están teñidos de púrpura y oliva.